# 圖多里夫
49°6′52″N 25°47′21″E / 49.11444°N 25.78917°E

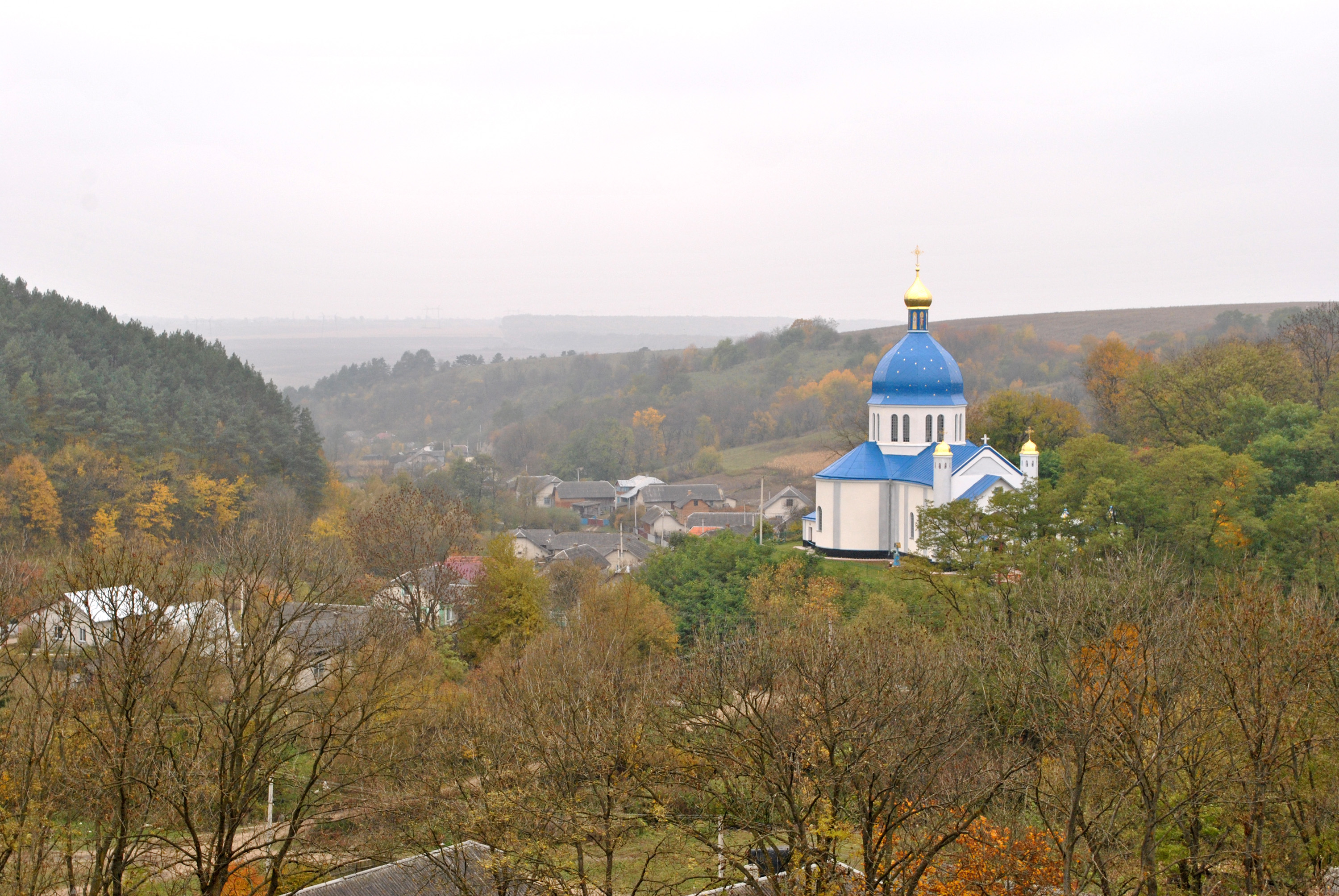

圖多里夫（烏克蘭語：Тудорів）是位於烏克蘭西部特諾皮爾州裏喬爾特基夫區的村莊，處於塞雷特河畔，距離邁丹1.5公里，始建於1442年，面積2.92平方公里，人口367。
1. ↑  . kopychynecka-gromada.gov.ua.   [2025-07-25] （乌克兰语）.